# Hofanlage Höfeweg 11
Die Hofanlage Höfeweg 11 im niedersächsischen Elsfleth-Butteldorf im Landkreis Wesermarsch stammt aus der Mitte des 19. Jahrhunderts.

Aktuell (2023) wird sie als Wohnhaus und landwirtschaftlich genutzt.
Die Gebäude stehen unter Denkmalschutz (siehe auch Liste der Baudenkmale in Butteldorf).

## Beschreibung und Geschichte
Die Marschhufensiedlung Moorriem mit der südwestlichen Bauerschaft Butteldorf erstreckt sich über etwa 16 Kilometer, wurde nach 1062 gegründet und erhielt im 14. Jahrhundert die heutige Struktur mit den schmalen, oft extrem langgestreckten Parzellen. Im Abstand von ca. 50 bis 100 Metern liegen zahlreiche Hofstellen auf Wurten.
Die Hofanlage auf einer Wurt mit markantem alten Baumbestand besteht aus:
- dem eingeschossigen giebelständigen Wohn- und Wirtschaftsgebäude vom frühen 20. Jahrhundert als Zweiständer-Hallenhaus in Backstein, mit reetgedecktem Krüppelwalmdach, Niedersachsengiebeln mit Uhlenloch, der Grooten Door mit Korbbogen sowie Rahmung der Bögen und ansteigendem Treppenfries auf stilisierten Konsolen am Giebel,[2]
  - dem traufseitigen rechten Stallanbau in Backstein mit reetgedecktem Krüppelwalmdach und Niedersachsengiebel
- der großen giebelständigen Scheune aus der zweiten Hälfte des 19. Jhs. in Fachwerk mit Steinausfachungen und Ankerbalkenkonstruktion, Walmdach, Niedersachsengiebeln und Querdurchfahrt,[3]
- dem kleinen traufständigen Stall südlich vom Haupthaus vom Ende des 19. Jhs. oder um 1900 als Backsteinbau mit Satteldach,[4]
- dem Backhaus südlich vom Haupthaus vom Ende des 19. Jhs. oder um 1900 als Backsteinbau mit Satteldach und eingezogenem Backofenanbau[5]
- sowie weiteren nicht denkmalgeschützten Nebenanlagen.

Das Landesdenkmalamt befand: „… geschichtliche Bedeutung … als beispielhafte Hofanlage aus der 2. Hälfte des 19. und dem frühen 20. Jh. …“